# تکله میرزابابا
تکل میرزابابا (به لاتین: Təklə Mirzəbaba) یک منطقهٔ مسکونی در جمهوری آذربایجان است که در شهرستان قوبوستان واقع شده‌است.

## خصوصیات
تکل میرزابابا ۲٬۰۳۸ نفر جمعیت دارد.